# Castagnette
Le castagnette  sono uno strumento musicale idiofono utilizzato soprattutto nella musica popolare "mediterranea", spesso confuse con le nacchere.

## Struttura
Ogni castagnetta è costituita da due parti, in legno sagomato, legate da un pezzo di cordone che permette di far uscire il suono aprendole e chiudendole con le mani. 
Si usano in coppia e ciascuno strumento emette un suono leggermente diverso dall'altro. Lo strumento con il suono più grave viene chiamato maschio e si tiene con la destra, quello con il suono più acuto viene chiamato femmina e si tiene con la sinistra.
Senza di esse è impossibile praticare il ballo della tammuriata, perché è proprio la castagnetta che dà il ritmo per eseguire il brano.